# Kalle Achté

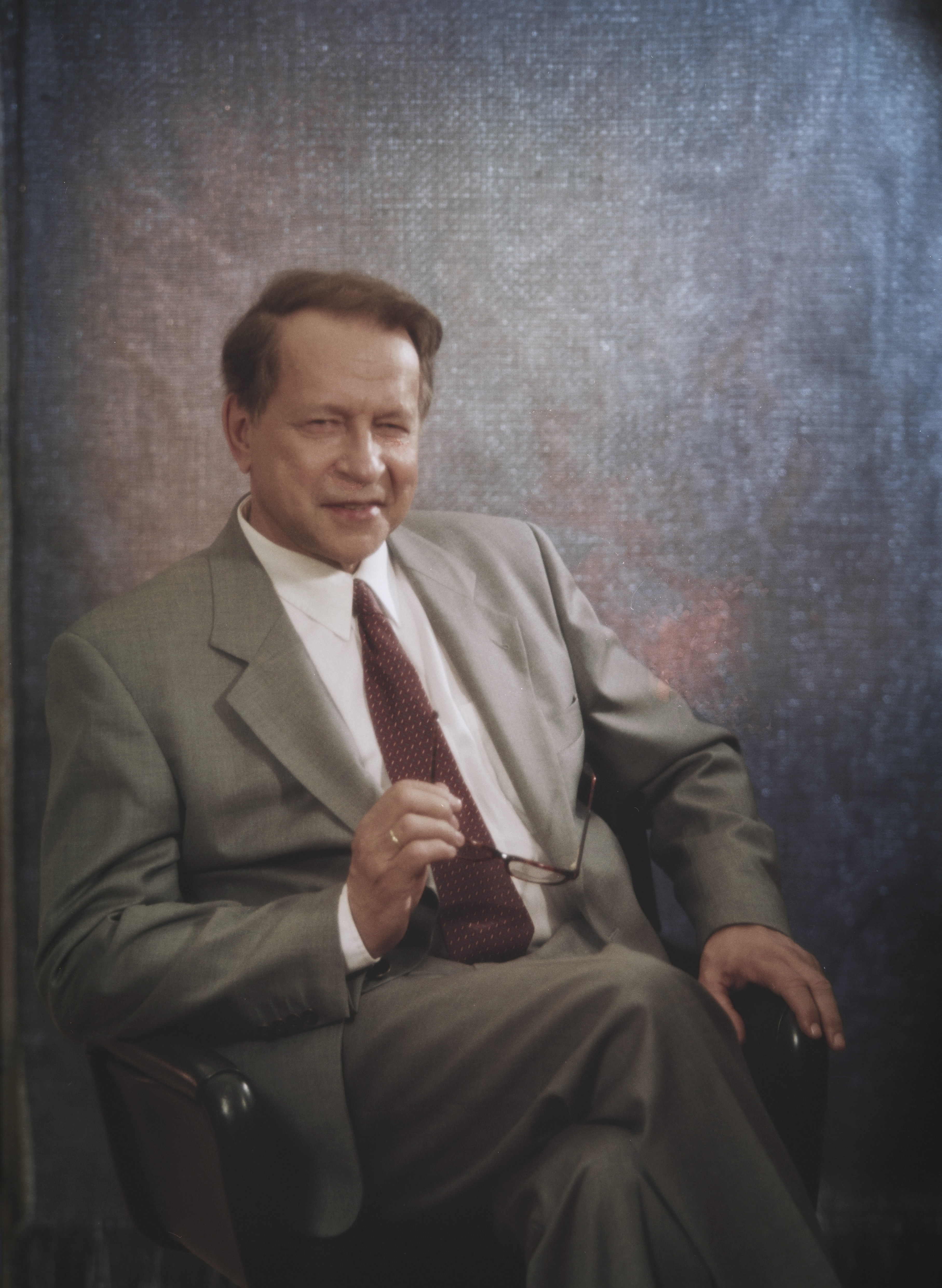
Kalle Achté im Jahr 1994.

Karl Aimo „Kalle“ Achté (* 11. September 1928 in Mikkeli; † 29. Januar 2019 in Helsinki) war ein finnischer Psychiater und Psychoanalytiker.
Achté war Professor für Psychiatrie an der Universität Helsinki und von 1969 bis 1991 Leiter der psychiatrischen Klinik des Zentralen Universitätskrankenhauses Helsinki.

## Auszeichnungen
- 1973: Aufnahme in die Leopoldina[2]
- Auswärtiges Mitglied der Norwegischen Akademie der Wissenschaften

## Schriften
- Syksystä jouluun: Aleksis Kivi psykiatrin silmin. Otava, Helsinki 1982, ISBN 951-1-06973-X.
- 150 vuotta psykiatriaa: Lapinlahden sairaalan historia 1841–1991. Recallmed, Klaukkala 1991, ISBN 951-9221-37-9.
- Kun lääkäri sairastuu. Helsinki 1993, ISBN 951-0-18678-3.
- Optimistisen psykiatrin muistelmat. WSOY, Helsinki 1999, ISBN 951-0-23671-3.
- Uuno Kailas: Runoilija psykiatrin silmin. Yliopistopaino, Helsinki 2001, ISBN 951-570-505-3.